# ژانین شاموت
ژانین شاموت (انگلیسی: Janine Chamot؛ زادهٔ ۴ فوریهٔ ۱۹۸۳) بازیکن فوتبال اهل سوئیس است.
از باشگاه‌هایی که در آن بازی کرده‌است می‌توان به باشگاه ورزشی یانگ بویز برن اشاره کرد.
وی همچنین در تیم‌های ملی فوتبال زنان سوئیس، و زنان سوئیس، بازی کرده‌است.